# Buitenschoolse opvang
Buitenschoolse opvang (BSO), soms ook naschoolse opvang genoemd, is een verzamelnaam van alle professionele kinderopvang, geregeld voor schoolgaande kinderen buiten de schooltijden.

## Nederland
Voor Nederland start dit vanaf 4 jaar en loopt tot 13 jaar. Dit is per definitie na schooltijd en hele dagen tijdens de schoolvakanties, en soms ook voor de school begint en als overblijven tussen de middag.
Men spreekt over buitenschoolse opvang op het moment dat er meer dan 6 plaatsingen per dag plaatsvinden.

### Activiteiten
De tijd die kinderen aanwezig zijn op de BSO wordt gezien als vrije tijd. Kinderen kunnen spelen met het aanwezige materiaal. Vaak worden er vanuit de BSO activiteiten aangeboden waar de kinderen vrijwillig aan mee kunnen doen. Dit kunnen spel- of knutselactiviteiten zijn. Tijdens de schoolvakanties, wanneer de kinderen hele dagen op de BSO aanwezig zijn, kunnen dit ook dagtripjes naar een park of museum zijn.

### Vervoer
Op een brede school is de BSO doorgaans al in het complex aanwezig, maar vaak is de locatie van de BSO op enige afstand, en zijn er kinderen van verschillende basisscholen op een BSO locatie aanwezig. De kinderen kunnen dan worden opgehaald om lopend naar de BSO te gaan, en soms wordt het vervoer met taxi's geregeld. Oudere kinderen gaan soms (onder begeleiding) op hun eigen fiets. In verschillende plaatsen worden de kinderen met een speciale bakfiets vervoerd.

### Verantwoordelijkheid van het onderwijs voor de BSO
Vanaf 1 augustus 2007 zijn scholen verantwoordelijk voor de aansluiting met de buitenschoolse opvang. Voor de uitvoering kunnen onderwijsinstellingen afspraken maken met instellingen voor kinderopvang, sportverenigingen, scouting en/of welzijnsinstellingen. De verwachting is dat de vraag naar buitenschoolse opvang hierdoor verder zal stijgen.

## Vlaanderen
In Vlaanderen wordt buitenschoolse opvang voorzien vanaf de kleuterschool (in principe vanaf 2 jaar en half) tot het einde van de lagere school. Voor leerlingen van het secundair onderwijs bestaat een aparte regeling, die meer op privé-initiatieven berust, die weinig of niet beroep kunnen doen op overheidssubsidie, tenzij voor speciale groepen zoals kansarmen. In de meeste secundaire scholen kunnen leerlingen wel langer blijven na de lessen, en volgen dan "studie". Een ruimte waar ze hun lessen voor de volgende dag kunnen voorbereiden en huistaken maken. Daar wordt gebruik van gemaakt als ouders later thuiskomen, maar ook als leerlingen anders te veel tijd zouden verliezen met het wachten op trein of bus.
De opvang kan zowel plaats vinden op school, of in een initiatief voor buitenschoolse opvang, wat meestal van de gemeente uit gaat.

### Organisatie
De opvang start voor de eigenlijke opening van de school (in sommige scholen al vanaf 7 uur) en loopt tot ca 18 uur. Het "overblijven" tijdens de middag wordt niet als opvang gezien, maar hoort tot de normale schoolactiviteit en wordt meestal verzorgd door de onderwijzenden, al dan niet bijgestaan door hulpopvoedend personeel.

### Kosten
Er wordt een ouderbijdrage gevraagd die afhankelijk is van het inkomen van de ouders. Meerdere kinderen uit eenzelfde gezin krijgen korting. Sommige gemeenten organiseren de opvang niet in elke school, maar verzamelen de kinderen in een centraal gebouw, zodat er efficiëntere inzet is van personeel en (spel-)materiaal. Nadeel is soms voor de kinderen een extra verplaatsing.

De opvang tijdens vakanties is doorgaans niet de verantwoordelijkheid van de school, maar eerder van de gemeente, speelpleinwerking, jeugdverenigingen e.d. Wel wordt de kosten van deelname aan vakantiekampen, taalcursussen, sportweken... nu als aftrekpost bij de belastingaangifte erkend.